# Grupo de poder
Un grupo de poder, llamado factor de poder o agente de poder, es un conjunto de personas o entidades privadas, usualmente reunidas por un interés común, que tiene poder y peso social en determinados sectores de las sociedades. Utilizan su potencial para poder forzar las decisiones que toma el Estado a su favor, no obstante el Estado a la hora de decidir, puede prescindir de su consulta, teniendo en consideración cuanto puede afectar a estos grupos sus decisiones. 
En ocasiones el poder con el que cuenta el grupo proviene de una notable concentración de fuerza o armamentos, capital, o conocimiento e información o prestigio institucional. Los grupos de poder pueden permanecer ocultos, aunque existen excepciones. Suelen ser considerados como tales la Iglesia católica y las empresas multinacionales y las centrales sindicales, y también organizaciones ilegales como las dedicadas al narcotráfico, al tráfico de armas, la mafia o ciertas sectas.

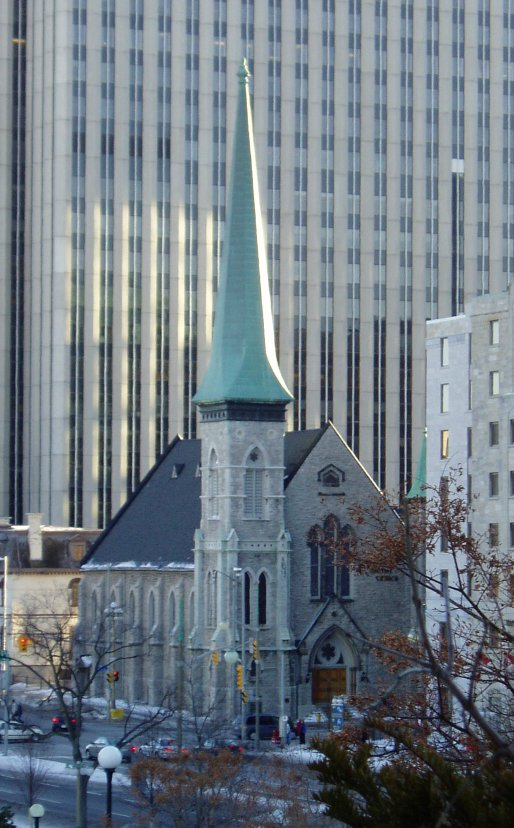
Las organizaciones religiosas son famosas por tornarse grupos de poder en distintos períodos históricos. En la imagen, la Primera Iglesia Bautista de Ottawa, Canadá.

El grupo de poder se diferencia conceptualmente del grupo de interés, dado que el grupo de interés no busca forzar el proceso de decisiones del Estado a su favor, sino más bien solo nuclearse y desempeñándose en incrementar su rendimiento como organización, una ONG ambientalista buscaría más socios, se involucraría con instituciones o simplemente concientizaría a la población. La clase política podría colaborar eventualmente, pero podría ser ayudada por el grupo de interés. Asimismo normalmente los grupos de interés son de conocimiento público y están avalados por la ley, como los sindicatos, las organizaciones patronales, las grandes empresas, las sociaciones de profesionales, las organizaciones no gubernamentales, etc. En cambio la presión de poder de este grupo no siempre se expresa públicamente, en ocasiones se trata de ocultar y su juego político no está reconocido en la ley. 
La diferencia del grupo de poder y el grupo de presión se da en medida que estos son tomados en consideración a la hora de decidir, pudiéndose llegar a consultarlos. En cambió al grupo de presión no lo es a priori, pero quizás luego podría volverse factor de poder.